# 惠中堂

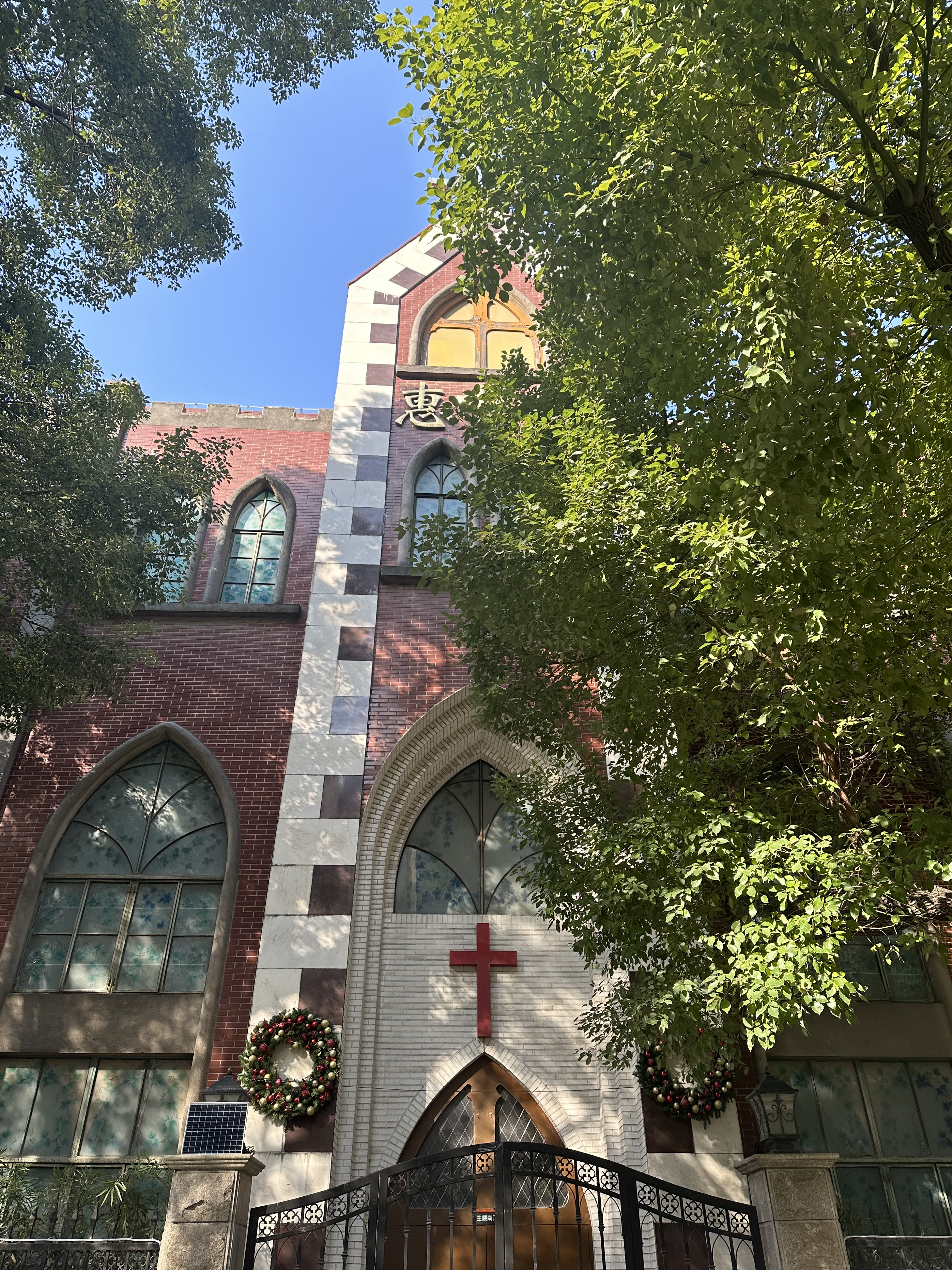
惠中堂教堂

惠中堂為中国上海市的一座基督教新教教堂，位于黄浦区徐家汇路38-40号，最初由安息浸礼会开辟。
1880年，安息浸礼会美国传教士台佛史进入上海传教，1904年（一说1926年）在斜桥建堂，附近开办惠中中小学。
1958年9月，在献堂献庙高潮中，惠中堂被关闭，划给一化工厂使用，信徒则参加卢湾区联合礼拜。   
1982年，惠中堂建筑因年久失修倒塌。1996年，惠中堂获准重新开放，于是在徐家汇路40号原址重建三层半新堂，1997年建成。底层与二楼可容纳500人，三楼可容300人。